# Juan Hernández (futbolista argentino)

Juan Hernández (nacido el 17 de agosto de 1993, en la Ciudad Autónoma de Buenos Aires) es un futbolista argentino surgido de las inferiores de Huracán de Argentina.

## Trayectoria

### Huracán
Surgido de las inferiores de Huracán, su posición es de mediocampista. En el inicio de la temporada 2012/13, formó parte por primera vez de plantel profesional.

## Clubes
| Club                  | País      | Año             |
| --------------------- | --------- | --------------- |
| Club Atlético Huracán | Argentina | 2012 - Presente |